# Watch (Fernsehsender)
W ist ein am 7. Oktober 2008 gegründeter Fernsehsender, der als Teil der UKTV in Großbritannien und Irland aktiv ist.

## Programm
Neben Sendungen wie Antiques Roadshow, Traffic Cops oder Animal Park, die tagsüber ausgestrahlt werden, zeigt der Sender populärwissenschaftliche Beiträge wie Planet Earth oder Trawlermen. Die Unterhaltung besteht aus Krimiserien (Waterloo Road, Waking the Dead) und Spiel- und Actionshows (Doctor Who, Strictly Come Dancing 2008, The Real Hustle, Total Wipeout USA, Hole In The Wall und Monster Summer).